# Герб Теребовлі
Герб Теребо́влі — офіційний символ міста Теребовля, райцентру в Тернопільській області. Затверджений 20 листопада 1992 року сесією Теребовлянської міської ради.

## Опис
У синьому полі золотий півмісяць ріжками догори, над ним (одна над двома) три золоті восьмипроменеві зірки.
Щит обрамований декоративним картушем і увінчаний срібною міською короною з трьома вежками.

## Історичні герби
Найдавнішим джерелом до символіки Теребовлі досі вважалися печатки XVII століття із зображенням герба «Леліва» — півмісяця ріжками догори й шестипроменевої зірки над ним.
Найдавніше зображення герба знаходиться на документі 1554 року, який зберігається в музеї Чапських у Кракові. На ньому є лише одна зірка, тобто він має класичний вигляд гербу «Леліва».
На думку дослідників, його виникнення слід віднести до кінця XIV — початку XV століття. У цей час ідея захисту християнства і Європи перенеслася з місць хрестових походів на землі Галичини, які ставали перед необхідністю боротьби проти татар та Османської імперії. Важливим осередком захисту як України, так і Європи взагалі, був і теребовельський замок. Отож, герб чітко відображає героїчну історію міста і регіону, особливості його виникнення та формування.
Барви герба (за винятком XIX століття) — були незмінними: синє поле, золоті півмісяць і зірка (зірки). Ці кольори є характерними для української геральдики. Символи ж, ужиті в гербі, широко використовувалися згодом у козацькій символіці.
Також варто зауважити, що герб Леліва відомий як перший герб хорватів (перші згадки - 10 ст.), які були частиною велико-хорватського етносу на теренах Карпат та Галичини. Цілком ймовірно, що крізь віки Леліва зберігся як герб колись хорватського, а пізніше руського міста Теребовля. 

### Герб австрійського періоду
Герб австрійського періоду зображує в щиті золотий півмісяць «Леліва» і три зірки над ним.
Півмісяць — символ таланту.
Три зірки символізують собою щастя, добро і славу.

### Герб міжвоєнного (польського) періоду
Герб польського періоду (1920–1939 рр.) зображував в щиті золотий півмісяць «Леліва» і три зірки над ним.
Інший варіант герба відрізняється лише формою картуша.